# 9147 Kourakuen
9147 Kourakuen (1977 DD1) là một tiểu hành tinh vành đai chính được phát hiện ngày 18 tháng 2 năm 1977 bởi H. Kosai và K. Hurukawa ở Trạm Kiso thuộc Đài thiên văn Tokyo.